# Terremoto de Keichō–Fushimi de 1596
El terremoto de Keichō-Fushimi (慶長伏見地震 Keichō-Fushimi jishin?) sacudió Japón el 5 de septiembre de 1596. El terremoto de 7,5 produjo una intensa sacudida en la región de Kansai. La devastación se registró en Kioto y más de 1.200 personas perecieron.

## Entorno tectónico
La isla de Honshu está situada en una región de convergencia de placas compleja entre las placas del Pacífico, Amurian, el mar de Filipinas y Ojotsk. Si bien un gran componente de la convergencia se acomoda por subducción a lo largo de las Fosas de Nankai y Japón, también se produce una deformación intraplaca poco profunda. Debido a la subducción oblicua en curso de la placa marina de Filipinas, en Japón se produce una deformación de deslizamiento lateral derecho. La Línea Tectónica Media de Japón y la línea tectónica Itoigawa-Shizuoka son dos zonas de fallas principales que acomodan esta deformación. Estas fallas están asociadas con fallas de deslizamiento de rumbo y deslizamiento de inmersión. La línea tectónica mediana de Japón se encuentra entre las zonas de falla más largas y activas de Japón, y tiene una longitud de 400 km y corre paralela a la depresión de Nankai. La comprensión de los terremotos a lo largo de la Línea Tectónica Media de Japón es limitada debido a sus largos intervalos de recurrencia sísmica de hasta 3000 años.

## Impacto
Se produjeron daños extensos en Keihanshin y en la isla Awaji. Más de 1.000 personas murieron en Kioto y Sakai: el castillo Fushimi en Kioto que estaba en construcción se derrumbó y mató a 600 personas. En Sakai, murieron 600 más. Templos como el Tō-ji, Tenryū-ji, Nison-in, Daikaku-ji, Hōkō-ji fueron destruidos. De nueva construcción, el Castillo Fushimi fue destruido. Las ruinas del castillo, incluidos sus cimientos de piedra y otros artefactos, fueron excavadas cerca de la estación de Momoyama. El terremoto se sintió intensamente en Takamatsu. Se descubrieron pruebas de licuefacción en Yawata, Kobe y Amagasaki. Se desencadenaron deslizamientos de tierra en Imashirozuka Kofun en Takatsuki y Nada-ku, Kobe. El Daibutsu, una estatua de Buda en Hōkō-ji, sufrió graves daños; en un relato de un sacerdote en Daigo-ji, su pecho se derrumbó inicialmente seguido de ambas manos. Aparecieron grietas por toda la estatua. La estatua dañada enfureció a Toyotomi Hideyoshi, quien luego le disparó una flecha en la cara. Los historiadores creían que Hideyoshi usó al Gran Buda para mostrar su poder en lugar de adorarlo. La estatua permaneció en ruinas hasta 1597 cuando se ordenó su demolición. El sucesor de Hideyoshi, Toyotomi Hideyori, reconstruyó el Daibutsu después de su muerte.

## Geología
El evento fue el tercero de tres terremotos destructivos que ocurrieron con cinco días de diferencia en la Línea Tectónica Media de Japón. La región también fue devastada previamente por el terremoto de Tenshō de 1586. El primer terremoto ocurrió el 1 de septiembre. Rompió la Línea Tectónica Media de Japón en el área occidental de Shikoku. Fue seguido por el terremoto de Keichō-Bungo el 1 o el 5 de septiembre que afectó a la bahía de Beppu. Se infirió que el terremoto de Keichō-Iyo ocurrió cuando se rompieron las fallas de Kawakami e Iyo. Debido a discrepancias históricas, se propusieron las dos fechas para la ocurrencia del terremoto de Keichō-Bungo. Este terremoto fue causado por la ruptura de fallas alrededor de la bahía de Beppu. Se reportaron tsunamis. Estos terremotos desencadenados por la transferencia de tensión de Coulomb dentro de un período de tiempo corto son similares a la secuencia de terremotos de 1939-1999 a lo largo de la Falla de Anatolia del Norte.
Los estudios paleosismológicos sobre la Línea Tectónica Media de Japón y la falla Arima-Takatsuki-Rokko-Awaji comenzaron después del gran terremoto de Hanshin de 1995. Los terremotos paleosísmicos se descubrieron después de estos estudios. La datación por radiocarbono de estos eventos correspondió a antes de 1660 a. C., 1660 a. C., 220 d. C., 30 ± 220 d. C. a 600 d. C. y siglo XVI. Estos terremotos produjeron un desplazamiento lateral derecho promedio de deslizamiento de 1,5 metros. El hecho más reciente corresponde a la ruptura de 1596. Se trazó una ruptura superficial asociada con el terremoto a lo largo de la falla de Gosukebashi en el lado este del monte Rokkō. La ruptura de la superficie también puede haber ocurrido a lo largo de las fallas de Higashiura y Nojima, segmentos del sur de la falla Arima-Takatsuki-Rokko-Awaji. Sin embargo, los estudios geológicos no respaldan la existencia de una ruptura superficial a lo largo de la falla de Nojima. Otro evento paleosísmico en la falla de Gosukebashi, fechado entre el 30 ± 220 d. C. y el 600 d. C., correspondió al terremoto de Yamato del 416 d. C., el primer terremoto histórico en Japón.
Otros estudios también sugieren que las fallas sísmicamente activas en la isla Awaji, incluida la falla de Naruto, también se rompieron durante el mismo período. Es posible que también se hayan roto segmentos de la Línea Tectónica Media de Japón en Shikoku. Los estudios sugirieron que el segmento de falla se rompió por última vez en el siglo XVI. La excavación de zanjas descubrió que se produjo un deslizamiento de hasta 6,9 ± 0,7 metros a partir del evento más reciente que puede estar asociado con el terremoto de Keichō-Fushimi. La falla de Ikeda, un segmento de la Línea Tectónica Media de Japón en Shikoku, provocó un desplazamiento lateral derecho de 3,5 metros y un desplazamiento vertical de 0,5 metros, respectivamente, que podrían haberse producido durante el evento.